# Винник Василь Олексійович

Василь Олексійович Винник (нар. 1 січня 1929, с. Федорівка Пологівський район Запорізька область) — український мовознавець, кандидат філологічних наук з 1965.

## Біографія
Василь Олексійович народився 1 січня 1929 року у селі Федорівка Пологівського району Запорізької області в родині селян-хліборобів Олексія Єпіфановича та Уляни Антонівни (до шлюбу Бідуха) Винників.
У 1935 році Василь Олексійович пішов до першого класу Федорівської середньої школи (на той час Чубарівської, бо у 1925—1938 роках село називалося Чубарівкою — від прізвища Власа Чубаря). Під час літніх канікул, як і всі селянські діти на той час, він працював у колгоспі.
По війні Василь Винник деякий час брав участь у відбудові залізничних мостів на вузловій станції Пологи. Згодом, після повернення в село, він працював у місцевому колгоспі «Соцперебудова» на різних роботах, а з грудня 1943 року був запрошений на навчання до відновленого Федорівського сільськогосподарського технікуму, що готував молодших агрономів-рільників, і закінчив його з відзнакою у жовтні 1947 року. Після закінчення технікуму працював агрономом-насіннєзнавцем Червоноармійського (тепер Вільнянського) районного відділу сільського господарства Запорізької області, а з вересня 1949 року, успішно склавши вступні іспити, став студентом факультету мови і літератури Запорізького державного педагогічного інституту, який закінчив у 1953 році та одержав диплом із відзнакою і був направлений на педагогічну роботу в середню школу № 6 міста Бердянська, у якій працював вчителем української мови та літератури, а згодом і завідувачем навчальною частиною.
Із 1958 року він дістав запрошення працювати за погодинною оплатою у Бердянському державному педагогічному інституті, в якому тоді відкрився новий факультет – методики і педагогіки початкової освіти — і був потрібний фахівець для вивчення курсу виразного читання (на той час Василь Олексійович працював також диктором місцевого радіо і його майстерне донесення до слухачів змісту радіопередач привернуло до себе увагу керівництва Інституту). Згодом він став викладати в Інституті і курс сучасної української літературної мови. На початку
1960 року із Запорізького педінституту йому надійшов лист за підписом проректора з наукової роботи, в якому повідомлялося, що Інститут мовознавства імені О. О. Потебні АН УРСР звернувся
до педінституту з проханням рекомендувати до аспірантури кращих випускників минулих років і пропонувалася, коли він бажає, рекомендація вченої ради педінституту для вступу до аспірантури.
У 1963 році після завершення аспірантської підготовки, згодом — захисту кандидатської дисертації — став працювати в інституті мовознавства імені О. О. Потебні АН УРСР на посаді молодшого наукового співробітника відділу лексикології та лексикографії, який на той час очолював його науковий керівник (тоді ще кандидат філологічних наук) Л. С. Паламарчук. Незабаром Василь Олексійович став його першим помічником — ученим секретарем відділу лексикології та лексикографії (на громадських засадах), а згодом — після того, як Леоніда Сидоровича було призначено також і на посаду заступника директора Інституту — заступником завідувача цього відділу.
У той час колектив відділу лексикології та лексикографії завершував підготовку до видання кількох великих академічних словників, робота над якими розпочалася в повоєнні роки. Деякі з них створювалися на основі попередніх праць з урахуванням розвитку лексичної системи української літературної мови, а інші були абсолютно новими працями для української лексикографії (наприклад, «Російсько-український технічний словник» (1961 р.) та ряд галузевих словників, які створювалися в інших академічних Інститутах за допомогою співробітників Інституту мовознавства імені О. О. Потебні).
Проте основною працею цього періоду, над якою напружено працювали словникарі, був академічний «Словник української мови» тлумачного типу. Важливий внесок у створення цієї праці належить і В. О. Винникові. Він став з вересня 1963 року укладачем матеріалів IV тому, редактором якого був старший науковий співробітник А. А. Бурячок. Матеріали, укладені Василем Олексійовичем, відзначилися високим рівнем фахового опрацювання. Невдовзі — у січні 1966 року, коли постало питання про розширення кола редакторів Словника добре підготовленими фахівцями-лексикографами, за рекомендацією А. А. Бурячка Василя Олексійовича було призначено редактором матеріалів V тому. А незадовго до цього, улітку 1965 року Винник успішно захистив кандидатську дисертацію, в якій здійснив ґрунтовне дослідження процесу формування в українській мові народної термінології на позначення самобутніх одиниць виміру і ваги. Результати дослідження були узагальнені й
опубліковані окремою монографією «Назви одиниць виміру і ваги в українській мові» обсягом 8.6 друкованих аркушів у 1966 році.
Працюючи над підготовкою до друку словника української мови, Василь Олексійович уклав частину матеріалів IV тому (на літеру «К»), а після залучення його до редагування – здійснював доопрацювання і редагування матеріалів V і VIII томів як один зі співредакторів Словника. Одночасно Василь Олексійович з 1966 року стає членом Редакційної колегії цього ж Словника, очолюваної директором Інституту мовознавства імені О. О. Потебні академіком І. К. Білодідом, у складі якої працювали провідні вчені Інституту та інших установ Академії наук УРСР. У 1983 році групі вчених (серед них і В. О. Винникові) за створення цієї фундаментальної наукової праці було присвоєно звання лауреатів Державної премії СРСР.
Після завершення роботи над словником української мови лексикографів Інституту мовознавства чекали нові праці. На черзі було створення двох академічних лексикографічних видань — словника синонімів і Фразеологічного словника української мови. Василь Олексійович разом із групою колег готує проєкт-інструкцію для укладання фразеологічного словника, а з 1984 року очолює групу, яка працювала над підготовкою матеріалів цього словника.
Протягом 1980-х–1990-х років минулого століття з участю Василя Олексійовича було підготовлено ще ряд лексикографічних праць, які створилися за межами Інституту мовознавства імені О. О. Потебні АН УРСР, в якому він працював понад чверть століття. Так, на прохання директора Інституту держави і права АН УРСР академіка АН УРСР Б. М. Бабія дирекція Інституту мовознавства рекомендувала В. О. Винника для участі в роботі авторського колективу, який готував до друку «Русско-украинский словарь юридической терминологии» за загальною редакцією Б. М. Бабія. Василь Олексійович уклав значну частину (понад 40 %) матеріалів цього Словника і здійснив його наукове лексикографічне редагування відповідно до вимог термінологічної лексикографії. Словник вийшов друком у 1985 році.
Варто відзначити й інші аспекти наукової діяльності В. О. Винника. В колі його наукових інтересів були питання наукового перекладу суспільно-політичної літератури. Він має публікації з питань теорії перекладу, здійснив ряд перекладів суспільно-політичних праць з російської мови на українську. Його заслуги в цій галузі були гідно оцінені: у 1975 році він нагороджений Грамотою Президії Верховної Ради УРСР.
З жовтня 1988 року Василь Олексійович на запрошення ректорату Київського державного педагогічного інституту іноземних мов (тепер Київський національний лінгвістичний університет) переходить на викладацьку роботу — стає доцентом кафедри загального та українського мовознавства цього навчального закладу, а з 1991 року — професором. Подальша його діяльність пов'язана з цим навчальним закладом.
За досягнення у галузі підготовки наукових кадрів Президія Академії педагогічних наук України з нагоди ювілею нагородила В. О. Винника своєю найвищою відомчою відзнакою — нагрудним знаком
«К. Д. Ушинський».
Під керівництвом професора В. О. Винника захищено одну докторську та десять кандидатських дисертацій. 

## Наукова діяльність
Автор праць з лексикології та лексикографії:
- «Назви одиниць виміру і ваги в українській мові» (Київ, Наукова думка, 1966);
- розділи «Загальнонародна, діалектна і професійна лексика» та «Жаргонізми і арготизми» в книзі «Сучасна українська літературна мова. Лексика і фразеологія» (1973);
- «Розвиток тематичних груп лексики в українській мові XIX–поч. XX ст.» та інших у книзі «Історія української мови. Лексика і фразеологія» (1983).

Співавтор і один з редакторів «Словника української мови» (т. 1—11, 1970—80; Державна премія СРСР, 1983), «Російсько-українського словника юридичної термінології» (1985), «Фразеологічного словника української мови» (т. 1—2, 1993) та інші. Відповідальний редактор «Словника фразеологізмів української мови» (2003).

## Відзнаки, нагороди
- 1975 рік — нагороджений Грамотою Президії Верховної Ради УРСР;
- 1983 рік — лауреат Державної премії СРСР;
- медаль Національної академії педагогічних наук України «К. Д. Ушинський».